# Reliquiario della Sacra Spina
Il Reliquiario della Sacra Spina venne probabilmente realizzato negli anni 1390 a Parigi per Giovanni di Valois, duca di Berry, per ospitare una reliquia della Corona di spine. Il reliquiario venne donato al British Museum, nel 1898, da Ferdinand de Rothschild come parte della Waddesdon Bequest. È uno di un piccolo numero di grandi opere di oreficeria o "joyaux" sopravvissuto dal mondo stravagante delle corti della famiglia reale dei Valois intorno al 1400. È realizzato in oro, generosamente decorato con gioielli e perle, e utilizza la tecnica dello smalto ronde-bosse, o a tutto tondo, che era stata sviluppata di recente quando il reliquiario venne realizzato, e consta di un totale di 28 figure tridimensionali, per lo più in smalto bianco.
Tranne che alla base, il reliquiario è snello, con due facce. La vista frontale mostra la fine del mondo e il giudizio universale, con la Trinità e santi sopra e la risurrezione dei morti sotto, con la reliquia di una singola lunga spina ritenuta proveniente dalla corona di spine portata da Gesù quando fu crocifisso. La vista posteriore ha una decorazione meno stravagante, principalmente in oro chiaro a rilievo in basso, con porte che si aprono per mostrare un oggetto piatto, ora mancante, che era presumibilmente un'altra reliquia.
Si trovava nelle collezioni degli Asburgo, almeno dal XVI secolo e fino al 1860, quando fu sostituito da un falso durante un restauro da parte di un mercante d'arte, Salomon Weininger. La frode rimase inosservata fino a poco dopo che il reliquiario originale passò al British Museum. Il reliquiario è apparso sulle reti della BBC nel servizio Una storia del mondo in 100 oggetti, in cui Neil MacGregor lo descriveva come "senza dubbio una delle massime realizzazioni della lavorazione dei metalli europea medievale", ed è stato un pezzo saliente della mostra "I tesori del cielo: Santi, reliquie e devozione nell'Europa medievale" al British Museum, dal 23 giugno all'ottobre 2011.

## Storia
Re Luigi IX di Francia acquistò, quella che credeva fosse l'autentica Corona di Spine, a Costantinopoli nel 1239, e le singole spine furono distribuite come regali dai suoi successori. Giovanni di Valois (1340–1416), fratello di re Carlo V di Francia, fece realizzare questo reliquiario per ospitare una singola spina. Probabilmente fu fatto alcuni anni prima di commissionare il suo famoso Très riches heures du Duc de Berry, e alcuni anni dopo aver commissionato la Coppa di sant'Agnese, anch'essa nel British Museum. Precedentemente datato tra il 1401 e il 1410, dalle testimonianze del libro di John Cherry del 2010, si ritiene che il reliquiario sia stato realizzato prima del 1397. Basandosi sulle forme araldiche usate, il museo ora lo data al 1390-1397. Successivamente si pensava che il reliquiario fosse stato in possesso di Luigi I di Valois-Orléans, ma tutti gli studiosi recenti propendono per suo zio, Giovanni di Valois.

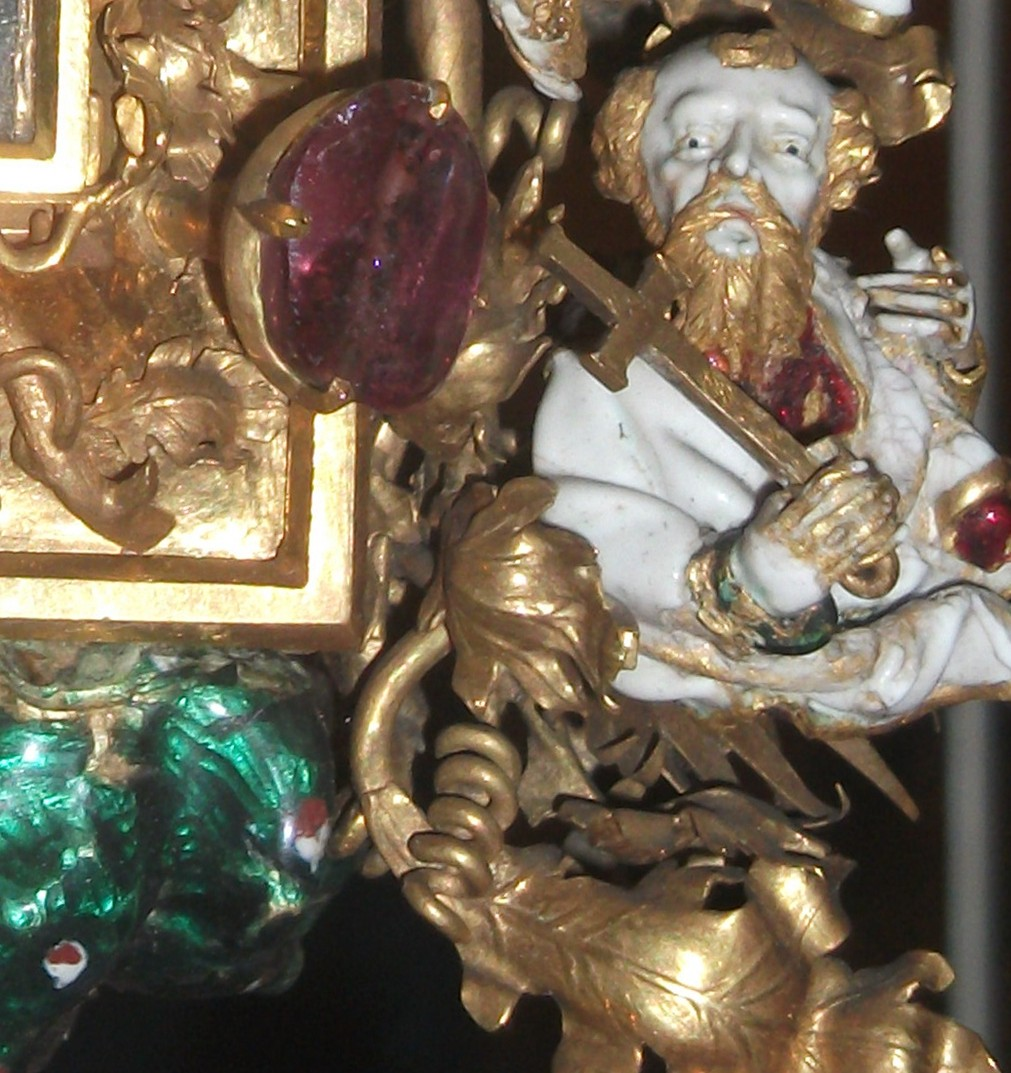
Dettaglio di uno degli apostoli (oltre le dimensioni reali)

La sua collocazione iniziale era sconosciuta fino ad un inventario del 1544, quando apparteneva a Carlo V d'Asburgo, forse come eredità dai suoi antenati, i Valois, Duchi di Borgogna. Presumibilmente passò al ramo austriaco degli Asburgo alla morte di Carlo V, poiché è elencato in diversi inventari della "camera del tesoro" di Vienna dal 1677 in poi. Rimase a Vienna fino al 1860, quando apparve in una mostra. Qualche tempo dopo fu inviato, per essere restaurato, a Salomon Weininger, un mercante d'arte con accesso a esperti artigiani, che segretamente ne fece un certo numero di copie. In seguito fu condannato per altri falsi e morì in prigione nel 1879, ma non si era ancora reso conto di aver restituito una delle sue copie del reliquiario alle collezioni imperiali invece dell'originale. La famiglia viennese Rothschild acquistò il reliquiario originale nel 1872, ignorando la sua provenienza. Venne ereditato da Ferdinand de Rothschild, trasferitosi in Inghilterra, che costruì il Waddesdon Manor nel Buckinghamshire. Una delle copie rimase nel Tesoro ecclesiastico della corte imperiale degli Asburgo a Vienna, dove l'inganno rimase nascosto per diversi decenni.
Il reliquiario originale passò al British Museum, come parte del lascito di Waddesdon, nel 1899, quando le sue origini erano state "completamente perdute" ed era descritto come "spagnolo del XVI secolo". Quindi la sua storia doveva essere ricostruita attraverso lo studio degli esperti. Il significato delle placche araldiche sulla base dell'incastellatura era ormai perso sia a Londra che a Vienna. La prima pubblicazione che consentì di affermare che il reliquiario di Londra era quello registrato nei precedenti inventari viennesi fu un articolo di Joseph Destrée del 1927. La questione non fu risolta fino al 1959, quando la versione viennese fu portata a Londra per consentire uno stretto confronto. La commissione di esperti del British Museum, del Victoria and Albert Museum e del Kunsthistorisches Museum di Vienna concordò sul fatto che il reliquiario di Londra fosse l'originale.  Secondo i termini del lascito Waddesdon, il reliquiario non poteva lasciare il museo e nel 2011 venne omesso dalle tappe di Cleveland e Baltimora della mostra I tesori del cielo: Santi, reliquie e devozione nell'Europa medievale. Normalmente è in mostra nella Sala 45, dedicata alla Waddesdon Bequest, come specificato nei termini del lascito.

## Descrizione

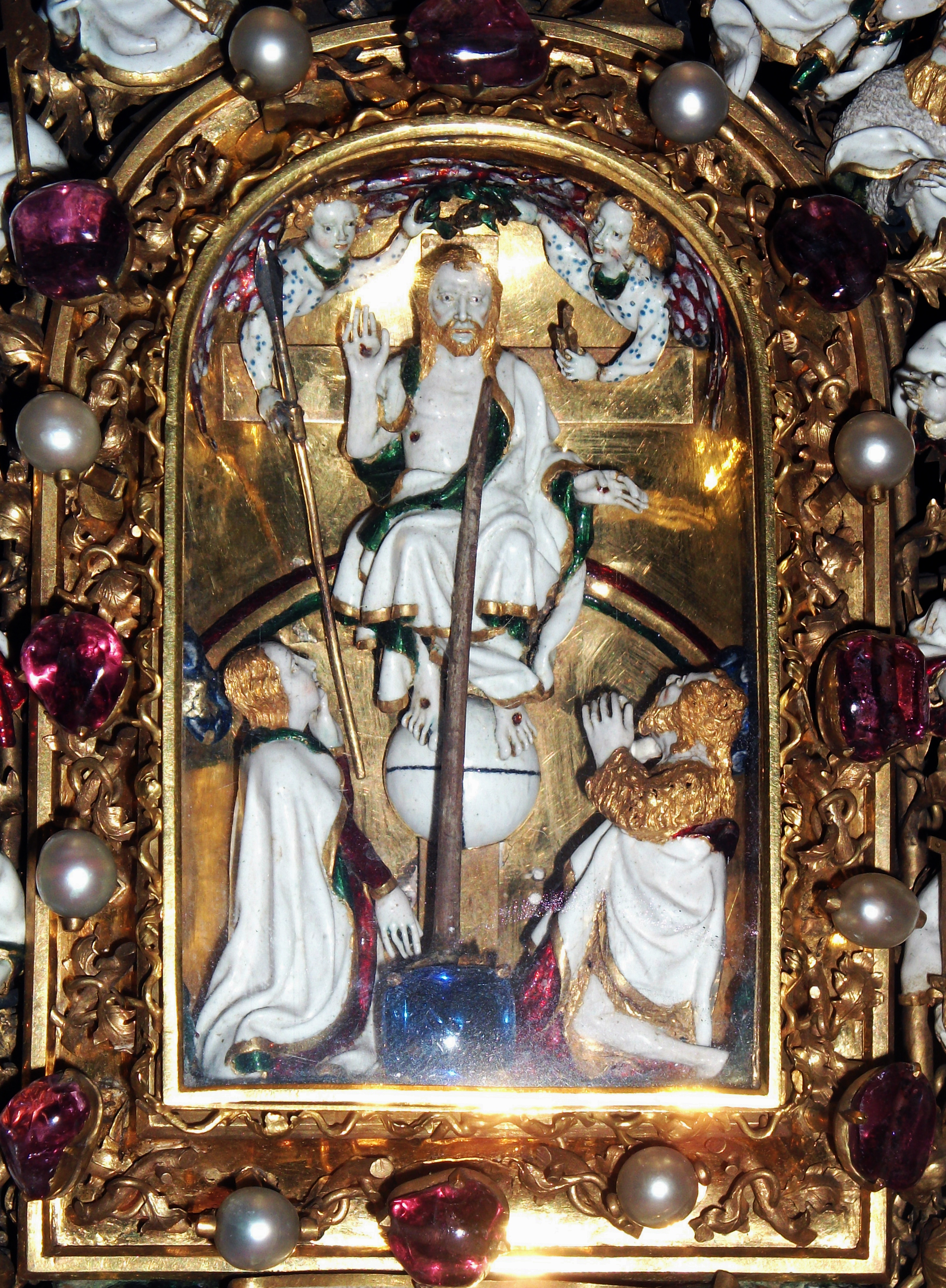
La spina si innalza davanti a Cristo

Il reliquiario è realizzato in oro, smalto, cristallo di rocca, perle, rubini e zaffiri. È alto poco più di 30 cm. e pesa 1,4 kg. Ci sono alcune aree danneggiate (inclusa quella che sembra essere deliberata rimozione dello smalto nel XIX secolo), e piccole perdite e riparazioni, ma generalmente è in buone condizioni. Lo scompartimento centrale che ospita la reliquia è protetto da un sottile pannello di cristallo di rocca, che lo ha mantenuto in perfette condizioni. Lo smalto è per lo più in tecnica "ronde bosse", applicato a figure tridimensionali, con il bianco come colore dominante. All'epoca, lo smalto bianco al piombo era stato sviluppato solo di recente ed era molto di moda, dominando molte opere "ronde bosse" contemporanee. C'è anche dello smalto rosso, verde, blu, rosa e nero. L'oro puro è usato dappertutto, cosa rara perfino nelle commissioni reali di tali pezzi in quel periodo. La maggior parte usava argento dorato per la struttura.
I gioielli, che erano vivamente apprezzati dai contemporanei, includono due grandi zaffiri, uno sopra Dio Padre nella parte superiore del reliquiario, dove potrebbe rappresentare il paradiso, e l'altro sotto Cristo, sul quale è montata la spina.  Gli elementi in oro che incorniciano Dio Padre e il compartimento centrale con Cristo e la spina sono decorati con rubini e perle alternati, per un totale di quattordici ciascuno. Tutte le pietre preziose hanno il taglio regolare e liscio cabochon normale nella gioielleria medievale, e sebbene siano incastonate nel reliquiario con "artigli" in oro, sono tutte forate come per essere infilate in una collana, suggerendo che potrebbero provenire da un altro pezzo. Potrebbero aver fatto parte di altri gioielli ora perduti, per esempio montati in due fori su entrambi i lati della porta della base dell'incastellatura.

### Lato anteriore
Il disegno del lato anteriore si basa sulla risurrezione dei morti che segue il giudizio universale. In cima siede Dio Padre con sopra due angeli. Un piccolo foro a livello delle loro ginocchia mostra dove era un tempo attaccata una colomba che rappresenta lo Spirito Santo, con Cristo in basso. Sono quindi rappresentate tutte e tre le persone della Santissima Trinità. Uno scompartimento arrotondato, protetto da una "finestra" di cristallo di rocca, racchiude la reliquia stessa e il gruppo attorno a Cristo. Cristo è mostrato seduto mentre mostra le Sante Piaghe, con i piedi appoggiati sul globo del mondo, mentre fa un gesto di benedizione. Come in tutte le figure smaltate ancora esistenti, i capelli sono in oro, la veste principale è di colore bianco così come la carnagione, con occhi e labbra colorate, con un tocco di rosa sulle guance. Dietro a Cristo le sfere celesti sono rappresentate da un arcobaleno, e sopra di lui volano due angeli che tengono gli Strumenti della Passione, tra cui la corona di spine sopra la testa. Dietro di lui una croce in rilievo emerge dallo sfondo dorato curvo. La reliquia (spina) sale sotto e davanti a lui, montata su uno "zaffiro mostruosamente grande".
A sinistra e a destra di Cristo sono mostrati Giovanni Battista e la Vergine Maria in pose di supplica, in un gruppo tradizionale. Giovanni era anche uno dei santi patroni del primo proprietario, Giovanni di Valois. Intorno alla scena centrale sono disposte piccole figure dei dodici Apostoli, che portano il loro emblema identificativo, emergendo dal bordo del fogliame di quercia e viticci. Le teste più alte su ciascun lato sono sostituzioni, probabilmente realizzate da Weininger negli anni 1860.

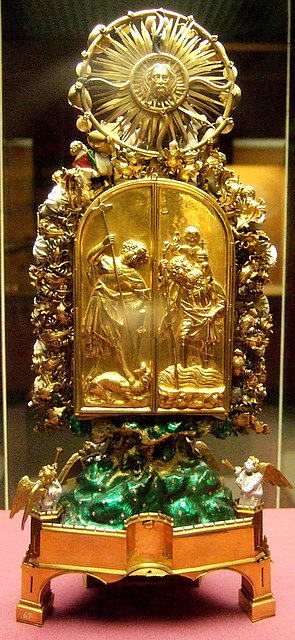
Vista posteriore

Sotto questa sezione superiore c'è un'etichetta in oro con l'iscrizione latina Ista est una spinea corone/Domini nostri ihesu xpisti ("Questa è una spina dalla corona/di Nostro Signore Gesù Cristo") in smalto nero che riempie le lettere incise Sotto l'iscrizione c'è una scena che mostra la resurrezione di massa di persone nude che si alzano dalle loro tombe nel giorno del giudizio. Su un tumulo di smalto verde, come una collina, ci sono quattro figure nude, due uomini e due donne, che emergono da piccole bare d'oro le cui lastre sono rovesciate verso il basso. Le donne portano berretti bianchi. Quattro angeli con dei corni suonano l'"Ultimo Trionfo" del Libro dell'Apocalisse, in piedi sulle torrette di una minuscola incastellatura che funge da base del reliquiario.
Il Giudizio universale era un argomento particolarmente appropriato per l'inserimento di una reliquia della Corona di spine. Alcuni pensavano che la corona fosse detenuta, in prestito, dai sovrani francesi e che sarebbe stata reclamata da Cristo nel Giorno del Giudizio - una credenza espressa nell'antifona cantata nella Cattedrale di Sens nel 1239 per celebrare l'arrivo della corona di spine.
Due pannelli sulle pareti dell'incastellatura sono decorati con lo stemma di Giovanni di Valois, e sono stati cruciali nello stabilire la provenienza e la data dell'opera. Due angeli con i corni hanno gigli sui loro abiti. Gli altri due, modelli di punti in blu. Tutti gli archi dell'incastellatura sono semicircolari, e in effetti l'intero reliquiario è privo di archi ogivali gotici, anche tra i trafori - un segno di gusto artistico avanzato all'epoca. Sotto questo aspetto il Reliquiario della Sacra Spina contrasta fortemente con il "Tableau of the Trinity" del Museo del Louvre (probabilmente realizzato a Londra), la cui struttura è una foresta di pinnacoli gotici, sebbene le stime della sua data coprano lo stesso periodo del reliquiario.

### Lato posteriore
Il lato posteriore è più semplice, senza gioielli, ma ancora molto decorato. Cherry ipotizza che in origine potrebbe essere stato molto più semplice e non progettato per la visualizzazione, con la maggior parte degli altri elementi aggiunti dopo che venne originariamente creato. In cima c'è un medaglione con il volto di Cristo incastonato in un sole a raggiera. L'area centrale tondeggiante contiene due porte, fissate con un piccolo spillo d'oro, con figure d'oro a all'impiedi in rilievo, a sbalzo in oro, una caratteristica unica di questo reliquiario. Sulla porta di sinistra c'è l'Arcangelo Michele, che trafigge un drago che rappresenta il diavolo. Era sia il santo patrono della monarchia francese, sia tradizionalmente il responsabile della supervisione delle folle caotiche nel Giudizio universale, e quando viene mostrato in arte sostiene anime in un paio di scale. Sulla destra c'è San Cristoforo, che porta il Bambino Gesù sulle spalle, mentre alza la mano benedicente. C'era la credenza popolare che la vista di un'immagine di San Cristoforo significasse che una persona non sarebbe morta in quel giorno senza ricevere l'estrema unzione, il che potrebbe spiegare la sua presenza qui.
Nel falso di Vienna, le figure di entrambi i santi sono smaltate, la carnagione è bianca, Michele e il bambino Gesù hanno le vesti rosse, Cristoforo azzurre, e i santi stanno su un drago marrone e acqua blu rispettivamente, con erba verde sotto entrambi. Alcuni studiosi hanno ritenuto improbabile che il falsario abbia inventato questo schema, e presumibilmente avrebbe copiato lo smalto sull'originale dal quale è stato rimosso nel XIX secolo, probabilmente perché danneggiato, infatti le sezioni di smalto non possono essere rattoppate, ma devono essere rimosse completamente e rifatte. Tuttavia John Cherry crede che questo e altri cambiamenti nello smalto della versione viennese siano elaborazioni di Weininger e dei suoi artigiani. Per esempio nella copia di Vienna le ali degli angeli strombazzanti sono colorate. Le due figure sono in un sofisticato stile "gotico internazionale morbido e scorrevole" eseguito con grande virtuosismo. Il corpo di Michele è distaccato dallo sfondo per gran parte della sua lunghezza ed è uno dei numerosi elementi che si estendono all'esterno della cornice della porta. Se un tempo ci fosse stato lo smalto sulle due figure sarebbe stato almeno principalmente di tipo traslucido più fragilie, dato che il lavoro, molto fine nei suoi dettagli, era chiaramente inteso per essere ammirato. La lavorazione è più ruvida nelle superfici della parte inferiore delle porte. Il drago sotto San Michele, l'acqua sotto San Cristoforo e il terreno sotto entrambi, suggeriscono che gli smalti originali mancanti erano opachi in queste aree. Ma tutto lo smalto extra di Vienna è opaco, comprese le figure dei santi, e l'effetto dei colori più intensi è "livido" e "offende i nostri occhi a causa della sua crudezza".
Quando il perno viene rimosso e le piccole porte si aprono, ora non c'è nulla da vedere se non "un piano di stucco, con un foglio di carta del XIX secolo o pergamena di fronte". Qualunque cosa fosse stata progettata per essere mostrata ora è sparita. Doveva essere piatta, ed era forse un'altra reliquia, probabilmente un tessuto o un'immagine su pergamena. Il velo della Veronica, in entrambe le forme, è una possibilità. Il volto di Cristo in alto in un ambiente circolare rappresenta spesso questo. Al di fuori delle porte il confine foliato del fronte continua, interrotto da figure. Sotto si vedono due angeli con trombe, con un tratto disabitato della collina verde, e sotto il retro dell'incastellatura, che a quanto pare aveva un supporto nel centro rozzamente rimosso, lasciando un bordo frastagliato, e anche rendendo il reliquiario piuttosto instabile.

## Orafi

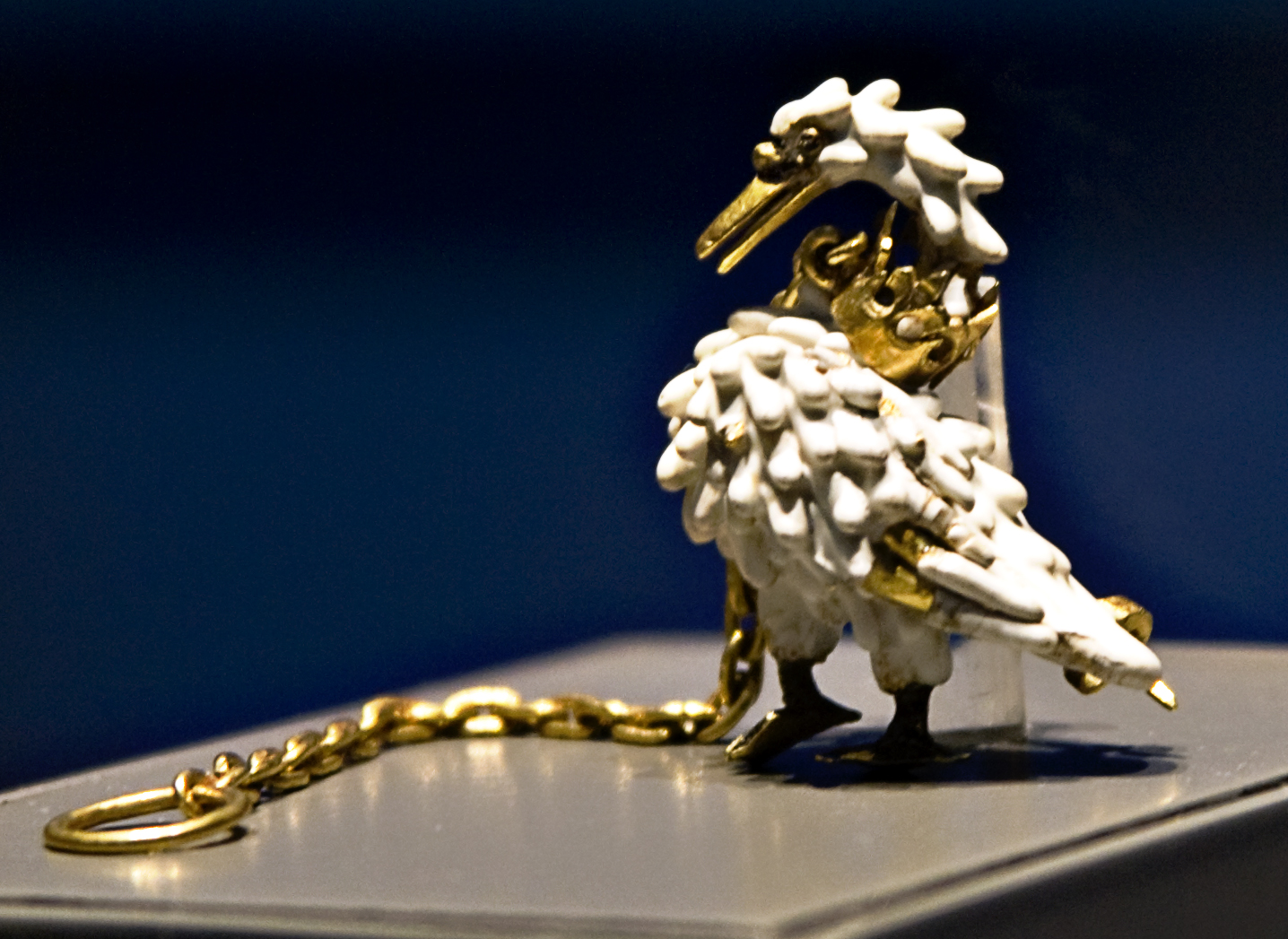
Il Dunstable Swan Jewel, un distintivo della livrea in smalto ronde bosse o "incrostato", circa 1400. British Museum

Il creatore del lavoro è sconosciuto, visto che non è firmato o segnato, e gli orafi del periodo raramente lo facevano. Ci sono un certo numero di nomi di orafi noti da fonti e altri documenti, ma nessuna delle poche opere sopravvissute può essere collegata a un particolare artista. Parigi era il centro di produzione di un grande numero di "joyaux", profani e religiosi, prodotti per la famiglia reale dei Valois e altri committenti. Giovanni e i suoi fratelli e nipoti avevano orafi salariati o lavoranti su commissione, per quello che doveva essere un flusso continuo di oggetti, i cui risultati erano catalogati in modo sintetico in vari inventari del periodo, ma di cui ora ci sono solo una manciata di esempi. Solo un pezzo menzionato nei registri della collezione di Giovanni potrebbe corrispondere al reliquiario, ma questo era stato realizzato dopo il 1401, il che è in conflitto con la data suggerita dall'araldica. Un'altra possibilità è che il reliquiario sia stato prodotto e dato in dono, poiché molti di questi pezzi figuravano tra gli inventari.

### Tecniche
Il reliquiario sfrutta in modo esuberante la tecnica dello smalto "ronde bosse" o "incrostato", che prevede la creazione di piccole figure tridimensionali rivestite di smalto su un nucleo metallico, spesso solo d'oro. La tecnica era una recente innovazione che gli orafi che lavoravano per i Valois stavano spingendo al limite alla fine del XIV secolo. Il colore principale dello smalto utilizzato era un bianco a base di piombo, che era stato sviluppato solo un decennio o due al massimo prima della data di produzione del reliquiario, ed era evidentemente molto alla moda alla fine del secolo. Il bianco domina i pochi smalti sopravvissuti in "ronde bosse" datati al periodo che inizia intorno al 1380 e termina intorno al 1410, usato qui sia per i vestiti che per la carnagione delle figure. L'oro è usato per i capelli, e altri colori di smalto sono principalmente usati al collo e ai polsini per delimitare abiti bianchi e carnagione dello stesso colore, "dappertutto, il colore è usato in un modo molto considerato" e "un uso controllato del rosso include l'alternanza di rubini e perle", tranne nei casi in cui "un singolo zaffiro interrompe questo ritmo" sopra Dio Padre. Il blu, un importante colore di smalto in altre opere, è quasi del tutto assente, forse per non oscurare i grandi zaffiri. 

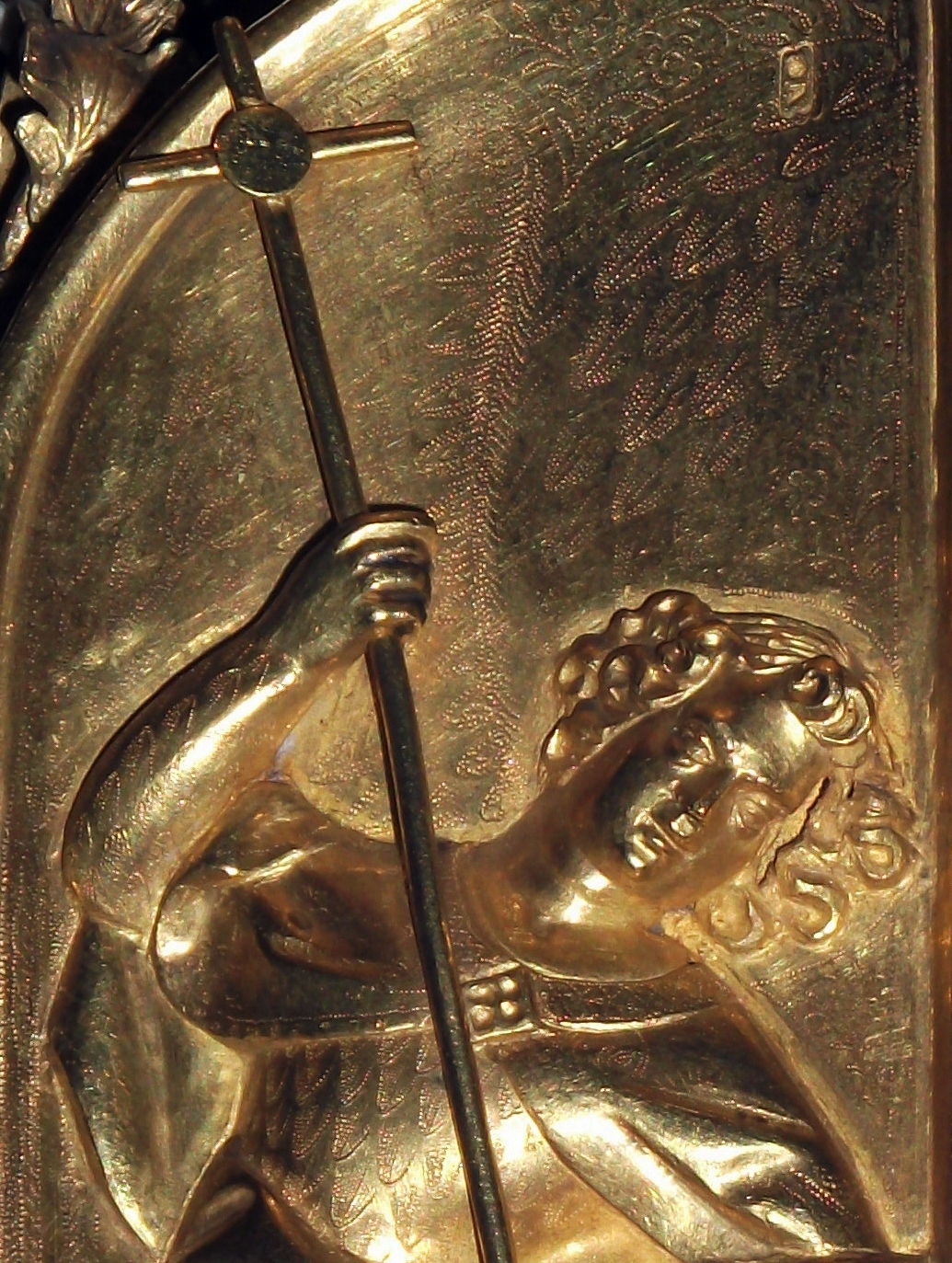
Dettaglio dell'arcangelo Michele, uno stampo rettangolare viennese in alto

Anche altre tecniche sono usate con grande abilità. Le grandi figure sul retro sono in rilievo, con le ali di San Michele che vengono rappresentate sulla superficie piana della porta in delicata lavorazione a punti o pointillé usando punzoni, troppo dettagliate da vedere nella maggior parte delle fotografie, e davvero difficili da vedere sull'originale. Anche il corpo di Michele è piumato, fermandosi al collo, alle caviglie e ai polsi, una "caratteristica eccezionale" spesso chiamata "collant di piume", forse presa in prestito dai costumi del dramma liturgico. Altri elementi sono stati fusi in piccoli stampi e la maggior parte dell'oro visibile è stata brunita per dare un aspetto liscio e brillante.

## Mecenate
Giovanni di Valois (1340-1416), o "excellent puissant Prince Jehan filz de roy de France Duc de Berry" ("eccellente e potente principe Giovanni, figlio del re di Francia, duca di Berry"), come il suo segretario scrisse su uno dei suoi manoscritti, era il terzo dei quattro figli di Giovanni II di Francia: Carlo V, Luigi I d'Angiò (1339–1384), Giovanni e Filippo II, duca di Borgogna (1342–1404). Tutti commissionarono un gran numero di opere d'arte su vari media, e in particolare spesero enormi somme per opere in oro e argento. Anche se è Giovanni ad essere ricordato in particolare come un mecenate, in parte perché si era specializzato in manoscritti miniati che avevano scarso valore nel materiale e quindi non venivano riciclati, suo fratello Luigi d'Angiò aveva più di 3.000 pezzi di placche. Questi includevano pezzi interamente profani con sculture in smalto che possono essere immaginate solo per confronto con quanto riguarda la tecnica per i pochi reliquiari, come quello della Sacra Spina, che sono sopravvissuti, e per quanto riguarda gli arazzi e alcuni manoscritti miniati profani. Esistono inventari estremamente dettagliati dei pezzi posseduti da Giovanni, compresi quelli del 1401-1403 e del 1413-1416, tuttavia nessuno contiene una voce la cui descrizione corrisponde al reliquiario.
Poco dopo la morte di Giovanni, nel 1416, la maggior parte dei suoi tesori furono catturati e fusi dagli inglesi, che occuparono gran parte della Francia settentrionale dopo la loro vittoria alla Battaglia di Azincourt dell'anno precedente. Il fatto che il reliquiario sia sfuggito a questo destino suggerisce che potrebbe essere stato ceduto da Giovanni, forse ai suoi cugini di Borgogna, nella cui famiglia venne registrato successivamente (l'ereditiera borgognona Maria di Borgogna sposò Massimiliano I d'Asburgo nel 1477). Un reliquiario che era stato donato alla chiesa aveva una migliore possibilità di sopravvivere rispetto alle simili opere profane che sono ora conosciute solo dalle loro descrizioni negli inventari, dove scene di piacere cortese erano raffigurate con figure ritratto dei principi e dei loro amici. Un'opera appartenente al fratello maggiore di Giovanni, d'Angiò, mostra la storia d'amore di "Tristano e Isotta", con il Re Marco che spia gli innamorati da un albero, i quali fuggono quando vedono "il riflesso smaltato del suo viso" nel ruscello.

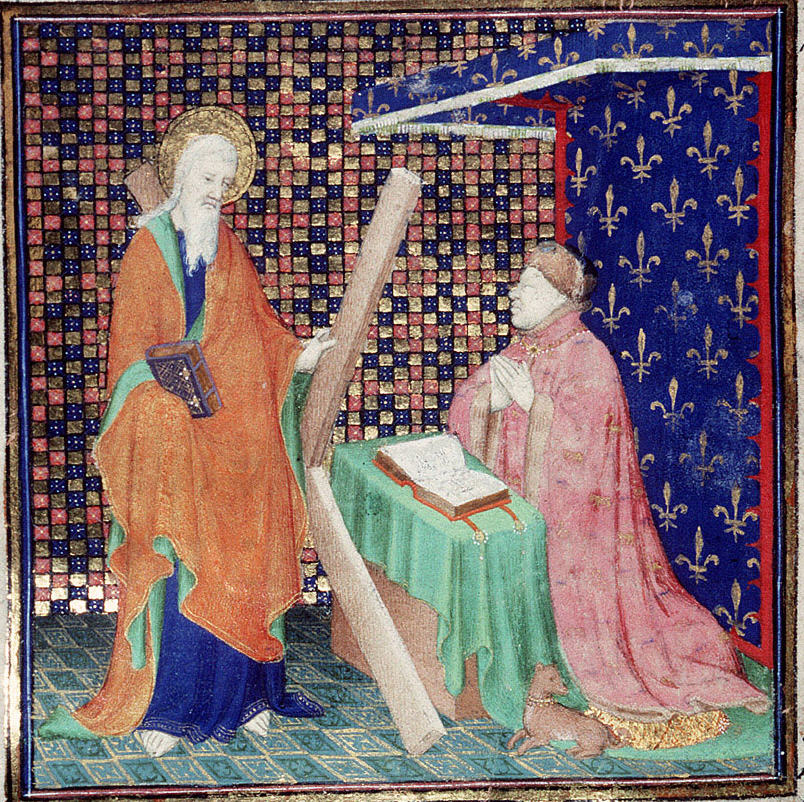
Giovanni mentre prega, con sant'Andrea, suo santo patrono.

Un'opera sopravvissuta abbastanza a lungo da essere registrata in un dipinto del XVIII secolo aveva un'incastellatura d'oro molto simile alla sua base, con un giardino paradisiaco tra le mura, in questo caso con alberi che portavano perle e gemme rosse. Tuttavia il resto del pezzo era molto diverso, con una singola grande figura in smalto bianco dell'Arcangelo Michele che trafiggeva Satana con una croce ingioiellata simile a una lancia, completamente fuori scala rispetto al giardino in cui si trovava. Questo è il St Michael and the Devil Group, che può essere datato in modo affidabile prima del 1397, quando fu dato a re Carlo VI di Francia, nipote di Giovanni, come regalo di capodanno da parte di un altro zio, Filippo II di Borgogna. In seguito passò a una chiesa di Ingolstadt in Baviera, dove rimase fino alla sua distruzione nel 1801.
Giovanni era religioso oltre che mondano e collezionava reliquie, tanto acutamente quanto altri tipi di oggetti. Nel 1397 morirono entrambi i suoi figli, egli era intorno alla cinquantina, e aveva cominciato a pensare alla sua tomba, decidendo finalmente di costruire una nuova "Sainte Chapelle", nella sua capitale Bourges, per ospitarla. La sua collezione di reliquie comprendeva oggetti dichiarati come l'anello nuziale della Vergine Maria, una coppa usata alle nozze di Cana, un pezzo del rovo ardente e molti altri. Tuttavia la provenienza della Sacra Spina, così come la sua centralità nella Passione di Cristo deve avergli conferito uno status speciale. La corona da cui proveniva la spina era stata acquistata nel 1239 da Luigi IX, sia santo che re di Francia, dall'Imperatore latino a Costantinopoli, Baldovino II, insieme a una parte della Vera Croce. Entrambe le reliquie erano state a Costantinopoli dalla conquista musulmana della Terra santa nel VII secolo, e potrebbero benissimo essere le stesse reliquie che il vescovo Paolino di Nola vide a Gerusalemme nel 409. Ci sono altre presunte reliquie della corona di spine che si dice provengano dalla reliquia nella "Sainte-Chapelle" di Parigi, compreso il Reliquiario di Salting molto più piccolo e presente nel British Museum, un pendente francese del 1340 circa.
Giovanni potrebbe aver tenuto il reliquiario con sé nel suo giro di visite ai suoi numerosi castelli e palazzi, o potrebbe averlo tenuto in una cappella, forse la "Sainte Chapelle" di Bourges, costruita in emulazione di quella del re a Parigi, la Sainte-Chapelle, dove era custodita la Corona di Spine. Il reliquiario è relativamente piccolo e quasi sicuramente avrebbe potuto essere contenuto in una valigetta su misura del genere di quella della Coppa di sant'Agnese, con la quale arrivò al British Museum.

## Galleria d'immagini

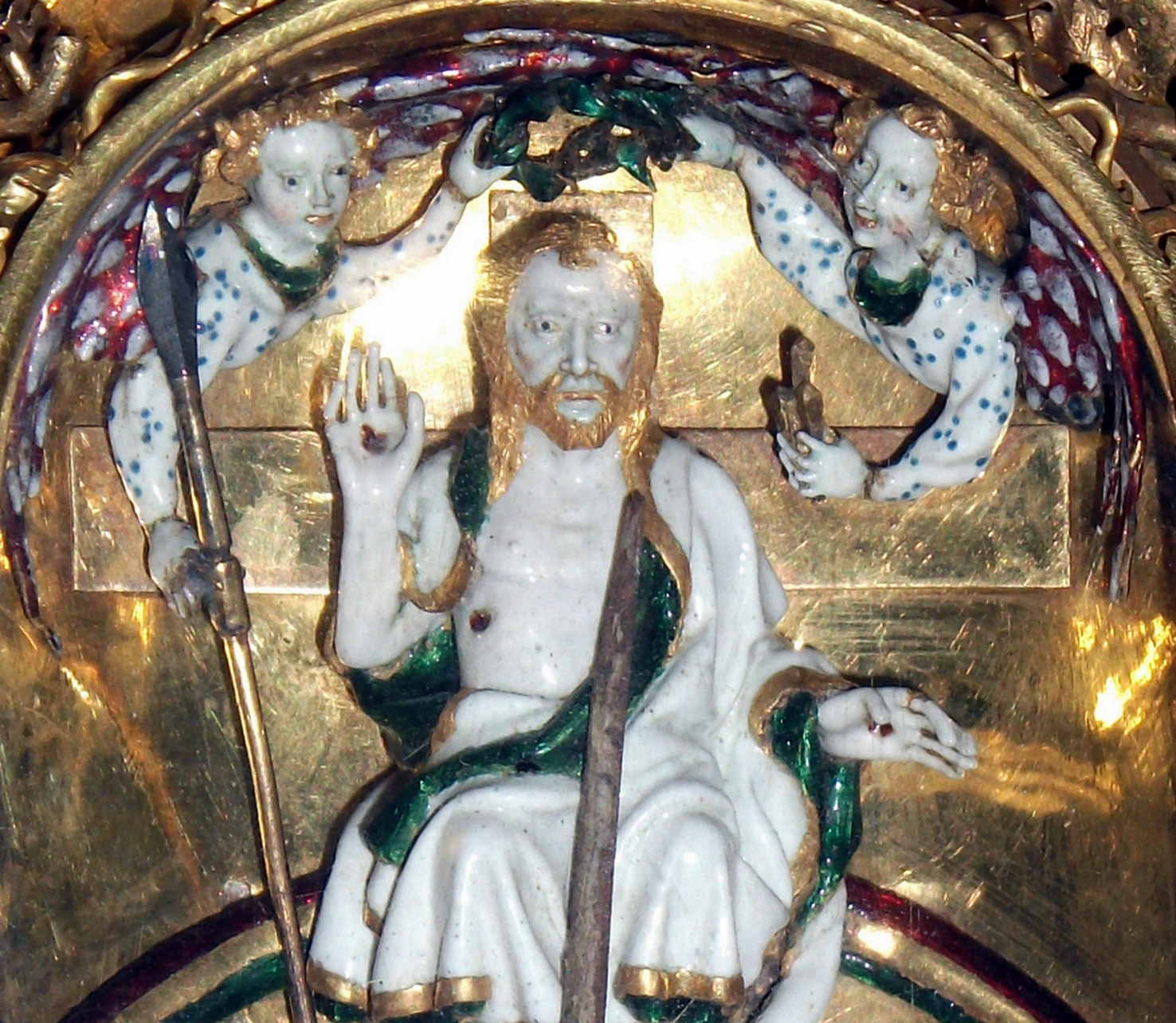
Dettaglio di Cristo
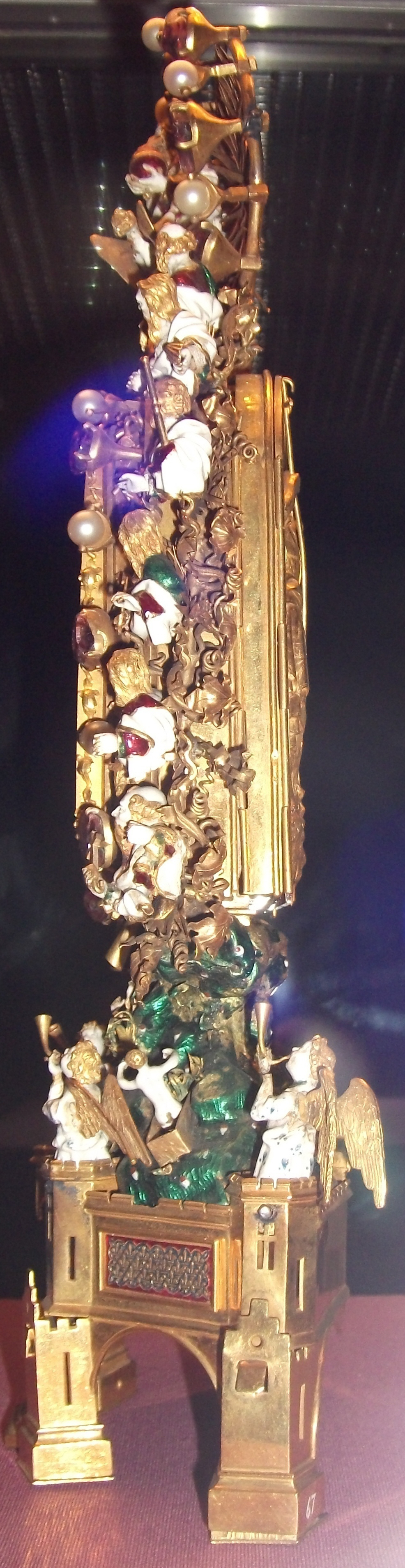
Vista laterale
Lo stemma dei Valois come appare nel reliquiario: d'azur semé de fleurs de lys d'or, à la bordure engrelée de gueules
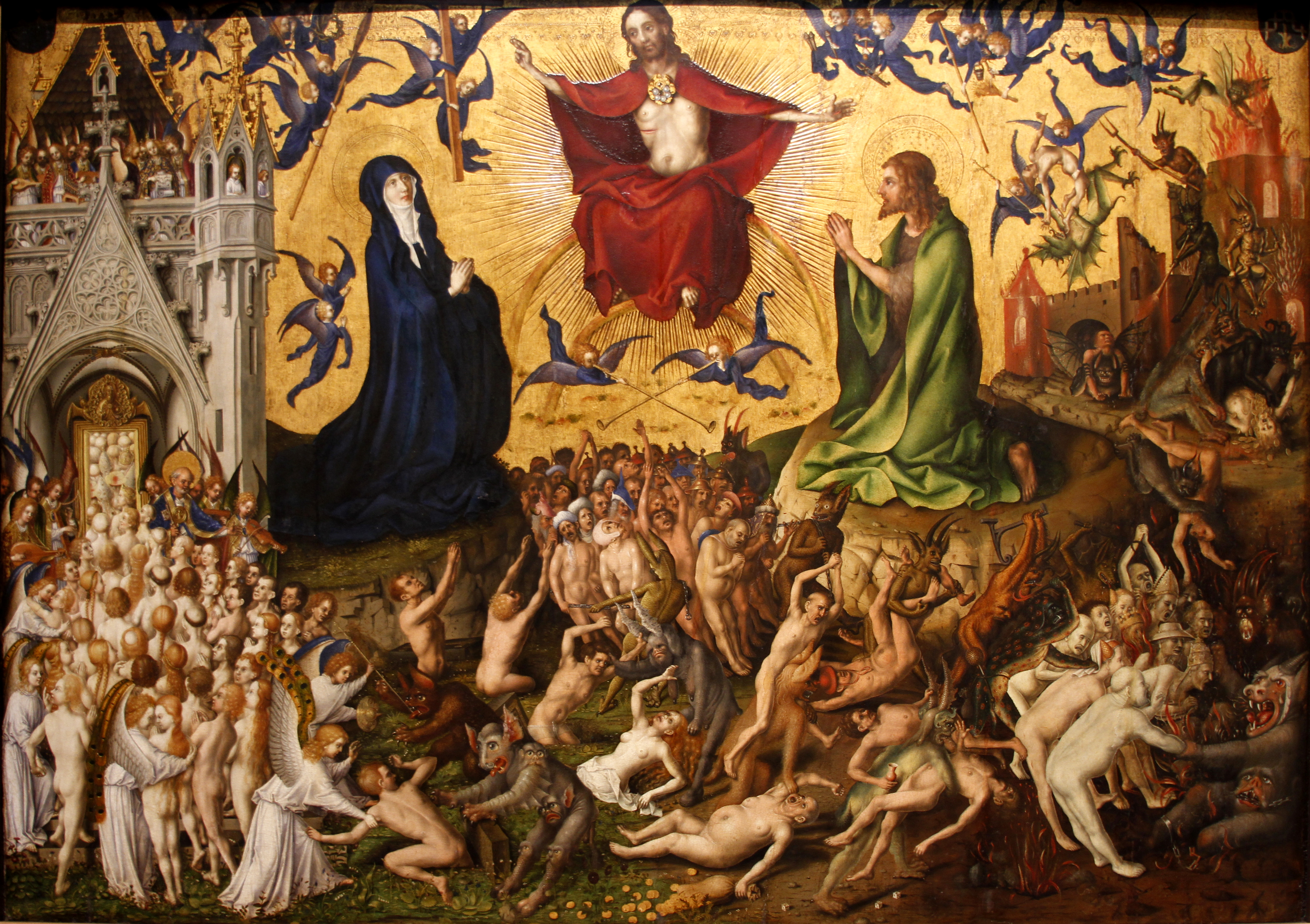
Un'aggiunta posteriore tedesca Giudizio universale di Stephan Lochner
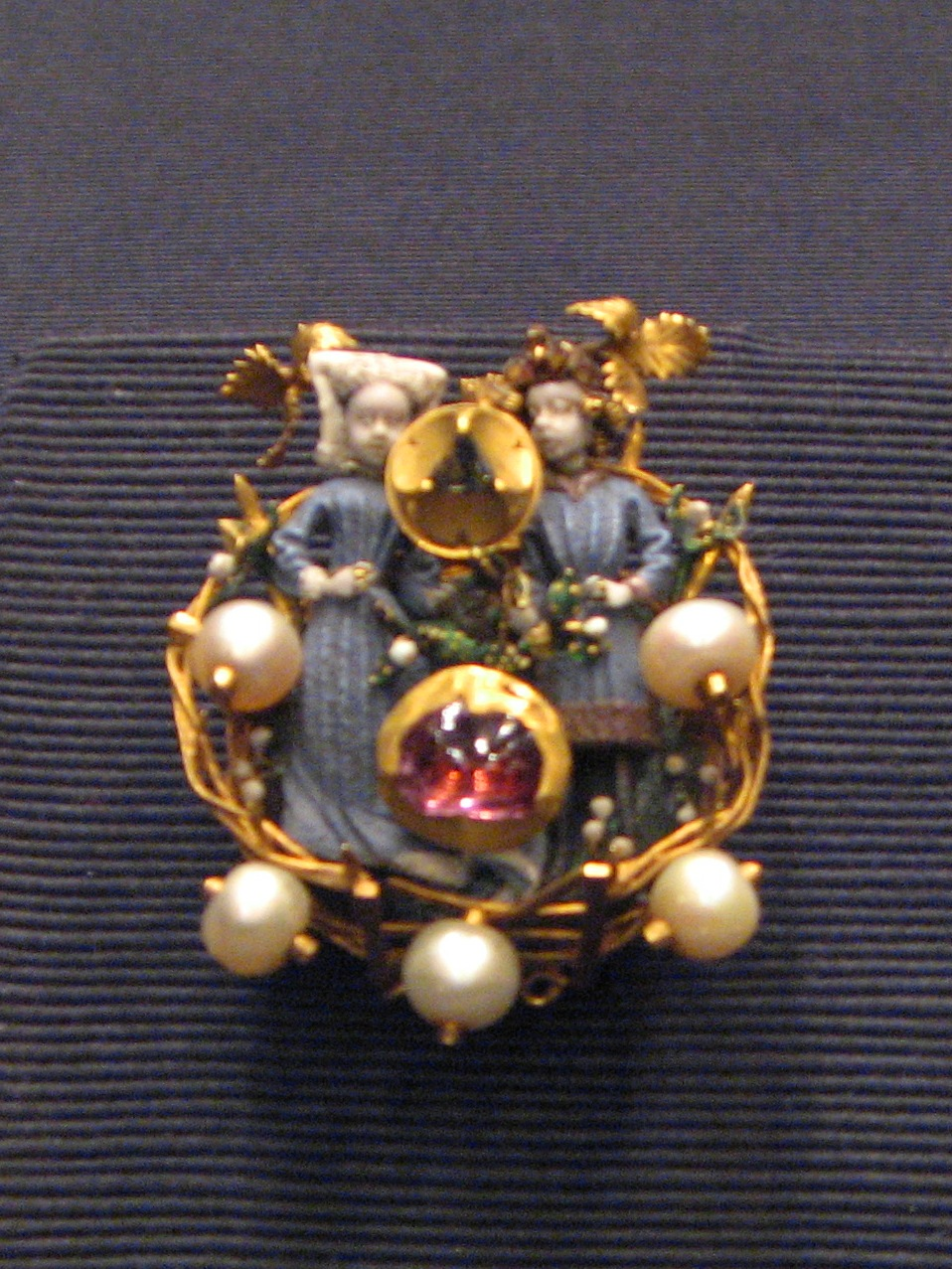
Brocca burgunda in smalto ronde bosse, 1430–1440, anche ereditata dagli Asburgo